# Нова Кур'я
Нова Кур'я (рос. Новая Курья) — присілок у Карасуцькому районі Новосибірської області Російської Федерації.
Входить до складу муніципального утворення Чернокур'їнська сільрада. Населення становить 162 особи (2010).

## Історія
Згідно із законом від 2 червня 2004 року органом місцевого самоврядування є Чернокур'їнська сільрада.

## Населення
| 2002 | 2007 | 2010 |
| ---- | ---- | ---- |
| 218  | ↘182 | ↘162 |